# Overpelt
Overpelt là một đô thị ở tỉnh Limburg. Tại thời điểm ngày 1 tháng 1 năm 2006, Overpelt có tổng dân số 13.435 người. Tổng diện tích là 40,85 km² với mật độ dân số 329 người trên mỗi km².